# جان هوون

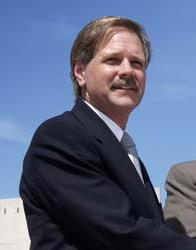

جان هنری هوون سوم (به انگلیسی: John Henry Hoeven III)متولد ۱۹۵۷ بیزمارک، داکوتای شمالی، سناتور ایالت داکوتای شمالی در مجلس سنای آمریکا است.
او دانش آموختهٔ کالج دارتموث و کارشناسی ارشد مدیریت از دانشگاه نورثوسترن است.